# 뚜바뚜바 눈보리
《뚜바뚜바 눈보리》(Noonbory and the Super Seven)는 대원미디어가 만들어 EBS에서 방송한 대한민국과의 어린이 3D 애니메이션 시리즈이다.

## 소개
오토데스크 마야 3D 소프트웨어를 사용하는 2009년 제작된 유아용 3D 애니메이션.
(영국에서는 시즌 1인 1999년 시즌 2인 2001년)
원래 눈보리(Noonbory)는 '핑크아루(Pinkaru)'라는 팬시문구 캐릭터 시리즈에서 나온 서브 캐릭터였지만, 이후 핑크아루를 밀어내고 오히려 자신이 주인공이 된 애니메이션이다. 협동, 감각(오감)등의 소재를 가지고 만든 이 애니메이션은 동년 8월 27일에 한국의 EBS TV에서 방영을 시작했고, 미국에선 9월 19일에 CBS에서 방영했다. 2010년엔 챔프TV에서도 방영.
줄거리는 여섯 명의 슈퍼보리들이 감각을 이용한 초능력을 가지고 뚜바뚜바 나라에서 말썽을 피우려는 멍텅구리 악당들과 싸워나가는 내용이다. 초기에는 그렇게 반응을 얻어가며 인기를 얻어가게 되었다. 그리고 2011년 9월 2일에는 핑크아루가 정규 멤버로 추가되고 그래픽이 개선되었다.

## 등장인물

### 보리

#### 슈퍼보리
주역급인 슈퍼보리들.
리더인 눈보리는 뇌(대뇌)에 해당하는 기능, 역할을 하고 있으며 나머지 다섯 보리들은 오감(五感)에 해당하는 초능력을 하나씩 갖고 있다.
눈보리(Noonbory)
성우: 신용우 / Brent Hirose
나이: 10세
성별: 남
섹깔:      녹색
슈퍼보리들의 리더인 하얀색 보리이다. 초능력은 없지만, 상황을 빠르게 파악해서 그것을 행동으로 옮길 수 있다. 하지만 슈퍼보리답지 않은 행동을 할 때도 있는데, 단독행동을 한다거나, 하루베 할아버지의 애완돌을 돌보기로 약속했는데 그러지 못했다던가. 그게 그 예이다.
루나보리(Lunabory)
성우: 소연 / Jacqui Fox
나이: 8세
성별: 여
색깔:      노란색
반짝반짝 슈퍼 파워(시각)를 가진 노란색 보리이다. 그녀의 슈퍼 파워로 먼 곳에 난 꽃의 꽃가루까지 볼 수 있다. 의외로 머리의 노란색 부분이 모자라는 사실을 아는 사람이 많지 않다.
제티보리(Jetybory)
성우: 양정화 / Margaux Miller
나이: 9세
성별: 여
색깔:      자홍색
쫑긋쫑긋 슈퍼 파워(청각)를 가진 자홍색 보리이다. 쫑긋쫑긋 슈퍼 파워는 먼 곳까지 들을 수 있다. 보리들 중 가장 작으며, 조금은 다혈질적이기도 하다. 이때문에 루키보리와 트러블이 자주 생기는 편. 하지만 루키보리의 여친이다. 여담이지만 북미판과의 목소리의 갭이 매우 큰 편으로, 한국 원판의 경우 귀여운 여자아이 목소리인 반면 북미판은 다소 허스키한 것이 특징.
퐁디보리(Pongdybory)
성우: 엄상현 / Trevor Toffan
나이: 7세
성별: 남
색깔:      파란색
벌렁벌렁 슈퍼 파워(후각)를 가진 파란색 보리이다. 후각이 너무 예민해서 재채기를 자주 하는 편이다.
코지보리(Cozybory)
성우: 정윤정 / Jade Repeta
나이: 9세
성별: 여
색깔:      보라색
보들보들 슈퍼 파워(촉각)를 가진 보라색 보리이다. 그림 그리는 걸 좋아한다. 왕구리와 영혼이 바뀐 적이 있다.
토토보리(Totobory)
성우: 김은아 / Markian Tarasiuk
나이: 8세
성별: 남
색깔:      주황색
새콤달콤 슈퍼 파워(미각)를 가진 갈색 보리이다. 머리 위 두쌍의 넓은 녹색 잎 모양 부위로 해당 음식을 섭취하지 않고도 맛을 느낄 수 있다. 추가로 쭉쭉 늘어나기까지 해서 깊은 곳에 있는 물건도 끄집어낼 수도 있다.

### 그 외 보리들
맘비(Mamby)
색깔:      노란색
노란색의 작은 눈보리의 친구이다. 말은 못 하며, 휘파람 같은 것을 불긴 한다. 맘비의 주머니에는 자신의 몸의 1000배까지의 큰 물건들까지 담을 수 있다. 몸집을 키울 때도 있다.
루키보리(Lukybory)
성우: 문남숙 / Reegan McCheyne
나이: 8세
색깔:      남색 (시즌 1),      귤색 (시즌 2)
초능력은 없지만 친구들을 웃기는 노란색 보리이다. '슈퍼 루키보리'라고 한다. 이러한 면이 자주 부각되어 '난 슈퍼 루키보리'라는 에피스드가 나왔을 정도다. 사고를 치는 편이지만, 그것을 반성할 줄 안다. 제티보리와 트러블이 생기는 편이지만 제티보리의 남친이다.
키키보리(Kikibory)
성우: 홍소영
나이: 6세
색깔:      분홍색
시즌 1에서만 나오는 루키보리의 여동생이다. 슈퍼 비명을 가지고 있다.
핑크아루(Pinkaru)
성우: 장은숙
나이: 5세
색깔:      분홍색
시즌 2와 삼성화재 광고에서 나오는 캐릭터. 물의 요정이다. 항상 관심을 받고 싶어 하며 관심을 받을 때 적성이 풀린다. 예쁜 것, 특히 꽃을 좋아한다. 예전에는 애니메이션이 아닌 드림캐치의 팬시용품 캐릭터로, 따로 블루아루와 베이비아루도 있었으며 눈보리 또한 역시 있었다. 그러나 눈보리가 따로 주인공이 되어 다른 보리들과 같이 나온 것이 바로 이 애니메이션. 제작사가 캐릭터 저작권 비용을 구입한 것인지 아예 제작자가 같은 곳에서 일해서인지는 알 수 없지만 2기 이후 원래 주인공이었던 핑크아루까지 애니메이션에 출연하게 되었다.
하루베(Hanubi)
성우: 박경찬 / Davide Montebruno
뚜바뚜바에서 나이 많은 마법사이자 발명가이며, 눈보리의 증조부이다. 그는 슈퍼보리들을 가르치기도 한다. 하지만 조금씩은 실수를 하기도 한다. 루키를 내려야 하는데 올려버리는 마법을 쓰든가, 자신에게 무례하게 구는 왕구리에게 네가 착한 심성을 가진 코지보리였으면 좋겠구나! 라면서 은연중에 마법을 건다던가. 여기까지 보면 별 볼일이 없을것 같지만...
농부보리(Farmerbory)
성우: 오병조 / Nolan Balzer
베이커보리(Bakerbory)
아기보리(Kidborys)
양배추보리(Builderborys)
성우: 이소영
빵보리(Doughbory)
내니보리(Babysitterbory)
닥터보리(Doctorbory)
성우: 홍소영(1기)
MC보리
좀비보리(Zombiebory)
NPC보리

### 구리

#### 멍텅구리 악당
왕구리(Wangury), 멍구리(Mungury), 떼구리(Taegury)
성우: 홍진욱, 정영웅, 전태열 / Kevin Aichele, Rod Beilfuss, Cory Wojcik
개구리처럼 생긴 해적구리들. 키가 작고 빨간 모자를 쓴 대장인 왕구리와 초록 옷을 입은 멍구리, 파란 옷을 입은 떼구리는 하루베의 마법 때문에 쓰고 짠 형질을 갖게 된다.
콜디구리(Coldygury)
성우: 정영웅 / Rod Beilfuss
북극곰같이 생긴 시고 달콤한 성질을 가진 구리이다. 화가 나면 모자에서 눈덩이를 만들어서 쏟아낸다.
로지구리(Rosygury)
성우: 이소영 / Melanie Dahling
고양이같이 생긴 달콤하고 매운 성질을 가진 구리이다. 플라워 파워를 가지고 있다.
도즈구리(Dozegury)
성우: 홍범기 / Kevin Aichele
한때 하루베의 잔심부름꾼이었다가, 마법 때문에 쓰고 매운 형질을 가지게 된 공룡 비슷한 구리이다. 코에서 뜨거운 공기를 내뿜을 순 있지만, 불은 뿜지 못한다.

## 목소리 출연
- 신용우 - 눈보리
- 소연 - 루나보리
- 양정화 - 제티보리
- 엄상현 - 퐁디보리
- 정윤정 - 코지보리
- 김은아 - 토토보리
- 장은숙 - 핑크아루
- 문남숙 - 루키보리
- 홍소영 - 키키보리
- 박경찬 - 하루베
- 오병조 - 농부보리
- 홍진욱 - 왕구리
- 정영웅 - 멍구리
- 전태열 - 떼구리, 콜디구리
- 이소영 - 로지구리
- 홍범기 - 도즈구리
- 이지현
- 장예나
- 김명준
- 사문영
- 여민정

## 제작진

### 시즌 1
- 책임 프로듀서: 정선경
- 프로듀서: 남한길
- 제작 총괄: 정욱, 안현동, 함욱호, 김불경, Michael Hirsh, Toper Taylor, Pamela Slavin, John Vandervelde
- 감독: 김길래, Laura Shepherd
- 프로듀서: 이천우, 김원듀, 이창기, Jennifer Picherack
- 진행 프로듀서: 정호영, 조민성, Julie Ninomiya, Lesley Saliwonchyk
- 프로덕션 코디네이터: Courtney Wolfson
- 원작 개발: 정욱, 장성욱
- 시나리오: Betty Quan, Scott Kraft
- 교육 자윤: Dr. Miki Baumgarten
- 아트 디렉터/개발: 장성욱
- 캐릭터 디자인: 방수현, 권희주
- 디자인: 윤자영, 신희주
- 배경 디자인: 신희주, 비트코리아, 석준홍
- 애니메이션 스튜디오: ㈜디자인스톰
- 애니메이션 제작 총지휘: 손정숙
- 프로듀서: 정대식
- 조감독: 히라
- 라인 프로듀서: 김찬진, 송근우
- 스토리보드: 노형민
- 컨셉 프로듀서: 정의진, 민중기
- 모델링 팀장: 이장용
- 모델링: 배태근, 박철홍, 이호영
- 리깅 팀장: 서주희
- 리깅: 배재철
- 페이설: 이영래
- 애니메이션 팀장: 이선명, 김미성
- 선임 애니메이터: 박정숙, 김현주
- 애니메이터: 이순, 박충식, 김동희, 김민경, 김지연, 김영철, 변권철, 박희정, 윤경진, 이문희, 박준곤
- 애니메이션 지원: 심재영
- 비주얼 수퍼바이저: 박성훈
- 쉐이딩/라이팅 팀장: 이승건, 정경숙
- 쉐이딩/라이팅: 김유형, 나종인, 이혜원, 이화녕, 이보나, 이은실, 민윤정, 성미향
- 쉐이딩 지원: 유원
- 매트 페인터: 유정원
- FX 팀장: 정재민
- FX: 김상규
- R&D 소장: 김현준
- R&D: 서승일
- 합성팀장: 정영훈
- 합성지원: 황재환
- 애니메이션 제작지원: 전춘금, 이선희
- 오프닝 주제가
  - 작사: 정욱
  - 작곡: 윤건
  - 노래 : 이솔, 소연, 엄상현, 신용우
  - 녹음 : Lucy Media Company 김기현
- 엔딩 주제가
  - 작사: 정욱
  - 작곡: 송명근
  - 노래: 기다온
  - 녹음: Pogo Music 정재윤
- 사운드: DACAPO Productions, Jesse Ball, Clint Skibitzky, Kim Mogatas, Annalee Schellenberg, Jim Heber Casting, Nolan Balzar, Giselle Narareno, Ruth Vanstone
- 음악 작곡: Olaf Pyttlik with Assistance of Dick Warkentin
- 포스트 프로덕션 (인터내셔널 버전): Technicolor Toronto, Craig Barnikis, Soo McDonaugh, Jane Crawford
- 한국어 시나리오 각색: 이소림
- 컴퓨터 그래픽: 정은영
- 운자 그래픽: 신동인
- 녹음: CIC Media, 조일오
- 음향: 장군성
- 기술감독: 정장춘
- 녹음연술: 지민정
- 공동제작 : 대원미디어, EBS, 대원방송, 챔프비전, 한국콘텐츠진흥원, 쿠키 자 엔터테인먼트
- 제작지원 : 대한민국 방송통신위원회
- 기획 : EBS
- 제작 : 대원미디어, Noonbory Productions Inc., 대한민국 방송통신위원회
- 저작권: © 2008 Daewon Media Co., Ltd. and Noonbory Productions Inc.

### 시즌 2
- 제작지원: 방송통신위원회, 방송통신발전기금
- 책임 프로듀서: 정선경
- 프로듀서: 반정민, 지민정
- 제작 총괄: 정욱, 안현동, 함욱호, 김불경
- 제작 프로듀서: 이천우
- 진행 프로듀서: 김원듀, 조민성, 정호영
- 원작 개발: 정욱, 장성욱
- 시나리오: 강나루
- 스토리보드: 김대중
- 아트 디렉터/스토리 원안: 장성욱
- 스토리 컨셉트: 방수현, 석준홍, 성미경, 박성은
- 설정 디자인: 방수현, 석준홍, 서진성, 박찬신
- 배경 디자인: 김소형
- 디지털 영상 녹화: 김지찬, 정세은
- 3D 포스트 프로덕션 스튜디오: ㈜아크스튜디오
- 3D 프리프로덕션 디렉터: 최재진
- 3D 프리프로덕션 프로듀서: 김진희
- 캐릭터 모델링/리깅: 이우승, 전광철
- 맵핑: 최재진, 조성미, 하태훈
- 배경 모델링 및 맵핑: 김진희, 최한상, 홍경수
- 3D 애니메이션 스튜디오: ㈜선우엔터테인먼트
- 3D 애니메이션 총지휘: 강한영, 강문주
- 3D 애니메이션 감독: 강대일
- 3D 애니메이션 제작부: 황정현, 손호성, 송원경, 조듀덕, 이준선
- 3D 애니메이션 연흥부: 정지욱, 이선명
- 모델링: 박상배, 김정선, 이상숙
- 리깅: 이선관
- 애니메이터: 서정화, 이문희, 홍창완, 손광원, 이재현, 정효경
- 라이팅: 오진욱, 이시내, 김건후
- VFX: 윤희진
- 음악: 남혜승, 오혀나
- 음향: 김지희
- 녹음/믹싱: Popes, 강희중
- 타이틀 작사/작곡: 남혜승
- 타이틀곡 노래: 박민하, 박민진, 박민서, 박세연
- 컴퓨터 그래픽: 김남시
- 운자 그래픽: 김용남
- 음향: 김종범
- 기술감독: 김필수
- 기획: EBS
- 제작: EBS, 대원미디어

## 개발제작
2004년부터 2005년까지 UEFA 유로 2004과 2005년 FIFA 컨페더레이션스컵에서 개발과 제작을 시작했다. 2005년 10월 17일 《뚜바 눈보리》 (Tooba Noonbory)이라는 제목으로 한국 애니메이션에 대한 계획이 발표되었으며 한국 애니메이션은 2008년에 초연될 예정이었다.
2007년 6월 26일 한국 애니메이션은 《뚜바뚜바 눈보리》 (Yay Hooray Noonbory)로 이름이 변경되었다. 2007년 7월 25일 서울 캐릭터 페어 2007에서 한국 애니메이션의 첫 번째 예고편이 공개되었다.
한국 애니메이션의 두 번째 예고편이 2008년 4월 10일 MIPTV에서 공개되었다. 한국 애니메이션의 세 번째 예고편은 MIPCOM 2008에서 선보였으며 2008년 10월 13일에 공개되었다. 한국 애니메이션의 네 번째 예고편은 2009년 4월 2일 Cartoons on the Bay에서 발표되었으며 주제곡과 동기화된 한국 애니메이션의 장면을 특징으로 한다.
2009년 8월 1일 서울 애니메이션 센터에서 일부 상영한 뒤, EBS TV에서는 2009년 8월 27일에 방송을 시작했다. 콘텐츠 진흥원 2006 스타 프로젝트로 뽑힌 작품이다.

## 에피소드

### 1기
1. 날고 싶은 왕구리(Wangury Wants to Fly)
2. 잡아라! 풍선껌 풍선(Luky's Bubble Trouble)
3. 키키의 단짝 친구?(Kiki's Best Friend)
4. 뚜바뚜바 명랑 운동회(Ready, Steady, Go)
5. 마법나무 대소동(Luky and the Runaway Tree)
6. 감기에 걸린 퐁디보리(Pongdybory's Cold Feet)
7. 노래병에 걸렸어(Singeritis!)
8. 사라진 뚝딱보리들(Ship Shape)
9. 숨바꼭질(Hide and Go Squeak)
10. 사라진 하루베(Disappearing Act)
11. 자전거 도둑(Wangury and the Windbike)
12. 루키와 슈퍼 복숭아(Problem Peach)
13. 장난꾸러기 토리(Digging Dotories)
14. 거꾸로 마법(Opposites Attract)
15. 코지의 보물지도(Cozybory's Treasure Hunt)
16. 점점점 더 크게(Big, Bigger, Biggest)
17. 콜디구리와 잃어버린 모닝빵(Coldygury and the Hot Lost Buns)
18. 키키의 슈퍼비명(Loud and Clear)
19. 소원을 이뤄주는 별똥별(To Catch a Star)
20. 위대한 왕구리 동상(Wangury's Silly Statue)
21. 콜디구리의 수집품(Coldygury and the Dotories)
22. 괴물 대소동(The Gury Monster)
23. 멜로디 숲에 간 루키와 키키(Luky's Cape Caper)
24. 사라진 비비들(Rosygury and the BeeBee Trap)
25. 너무 서두르면 안돼(Pogo Go Stop!)
26. 왜 그래, 엄마 비벅아?(What's Up, Beavyuck?)
27. 도둑맞은 케이크(Kidnapped Kiddy Cake)
28. 하루베의 애완돌(Rock and Roll Mamby)
29. 눈보리의 깜짝 생일파티(The Long and Short of It)
30. 뚜바땅콩 깜짝 케이크(Looba-Nutta Surprise)
31. 비비야, 돌아와!(Bee-Bee Come Back!)
32. 황당한 체인지(The Great Switcheroo)
33. 콜디구리의 스노우구리(Coldy's Snow Gurys)
34. 미끄럼 썰매 파티(Sled's Away)
35. 키키의 비밀 선물(Kiki's Gift)
36. 길 잃은 산타(Santa's Cave)
37. 몽유병에 걸린 콜디구리(A Coldy in Toobalooba)
38. 달콤한 벌꿀(A Honey of a Tale)
39. 유령구리의 전설(A Ghostgury Tale)
40. 휘파람을 불고 싶어(Kiki's Whistle)
41. 왕구리가 너무 많아!(A Little Too Much Wangury)
42. 발명가 루키보리(Luky's Big Idea)
43. 하루베의 투명가루(Invisibory!)
44. 할 일부터 끝내요(A Rosy Day)
45. 아기보리 돌보기(Adventures in Kidborysitting)
46. 심술쟁이 도즈구리(Ring Around the Dozegury)
47. 뚜바뚜바 달리기 대장(Bragging Rights)
48. 진짜와 가짜(Double Trouble!)
49. 에취! 에취! 재채기(Tooba-Achooba!)
50. 코지보리와 마법장미(Cozy and the Rosy-stalk!)
51. 출동! 루키보리(Luky to the Rescue!)
52. 넌 할 수 있어, 루키!(Play it Again, Luky!)

### 2기
1. 새로운 친구(New Friend)
2. 맛있는 씨앗(Delicious Seed)
3. 병아리가 태어났어요(Chicks are Born)
4. 앵무새가 만든 오해(Parrot the Troublemaker)
5. 무지개를 만드는 코끼리(Elephant, Rainbow-Maker)
6. 요술쟁이 씨앗(Magical Seeds)
7. 심부름을 가요(Pinkaru's First Errand)
8. 루키보리의 빵(Lukybory's Bread)
9. 창고를 지켜라!(Guard the Storage)
10. 당근 도둑은 누구일까?(Who Stole the Carrot?)
11. 충치가 생긴 하마(Hippo with Toothache)
12. 하루베의 모자(Harube's Old Hat)
13. 시원한 그늘(Shades Under Tree)
14. 아빠꼬꼬의 딸꾹질(Daddy Chicken with Hiccups)
15. 난 슈퍼 루키보리(I'm the Super Lukybory)
16. 기린과 아기새(Giraffe and Baby Bird)
17. 뿡뿡뿡 방귀를 뀌어요(Blast Party)
18. 제티보리와 핑크아루의 꾀병(Crybabies)
19. 밤송이를 닮은 고슴도치(Pinkaru and Hedgehog)
20. 신나는 연주회(Small Concert)
21. 함께 놀아요!(Let's Play Together)
22. 겨울마을의 아기펭귄(Baby Penguins in Winter Village)
23. 잃어버린 퍼즐 조각(Missing Puzzle Piece)
24. 즐거운 시합(Cheerful Match)
25. 집을 꾸미는 새(Bowerbird, House Decorator)
26. 폴짝폴짝 아기캥거루(Hop Hop Baby Kangaroo)